# Gaviota (galardón)
La Gaviota es un galardón que se entrega a quienes resultan ganadores de las competencias internacional y folclórica del Festival Internacional de la Canción de Viña del Mar en Chile y, también actualmente a todas las estrellas de la música que logran dominar al “Monstruo”.
Tiene forma de una gaviota —ave abundante en dicha ciudad costera— en vuelo con las alas arriba —que asemejan una V como la inicial de la comuna— con la cabeza de lira, ícono heredado del primer premio que se entregaba en la Quinta Vergara, la Lira de Oro. La Gaviota se encuentra bañada en plata u oro y se inserta en una base cilíndrica de madera, con excepción de la "Gaviota de Platino", la cual se encuentra inserta en una base translúcida.
El trofeo fue diseñado en 1968 por Carlos Ansaldo y Claudio di Girolamo y elaborado por la empresa Broncería Chile. Existen tres tipos de Gaviotas: la de Plata, la de Oro (entregada por primera vez en 1999 a Ricardo Arjona) y la de Platino (entregada en cinco ocasiones, y por primera vez en 2012 a Luis Miguel). 
La fabricación del galardón base tiene un valor aproximado de CLP 250 000

## Gaviota de Plata
En 1969, este galardón sustituyó tanto a la Lira de Oro —el premio original para la competencia internacional entre 1961 y 1968 y para la folclórica desde 1961 hasta 1964— como al Arpa de Oro —el premio para la competencia folclórica entre 1965 y 1968—. El galardón está bañado en plata y de ahí proviene su nombre. Es pedida por el público coreando repetidamente la expresión «¡Ga-vio-ta!» y moviendo verticalmente las manos abiertas unidas con los brazos levantados frontalmente, evocando el vuelo del ave.
La primera vez que se entregó a un artista que no participaba en la competencia internacional fue en 1981 al recordado cantante español Camilo Sesto como el primer artista invitado, hito que se volvió costumbre luego, pero antes, en 1972, cuando se otorgó al humorista argentino-chileno Bigote Arrocet. En un principio, su entrega era excepcional, pero posteriormente esta se hizo más frecuente, hasta volverse una tradición.
En 2000, el cantante español Enrique Iglesias arrojó la Gaviota de Plata que había obtenido hacia la audiencia, lo que generó una gran polémica y el repudio del público de la "Quinta", conocido como "El Monstruo", provocando las pifias.

## Gaviota de Oro

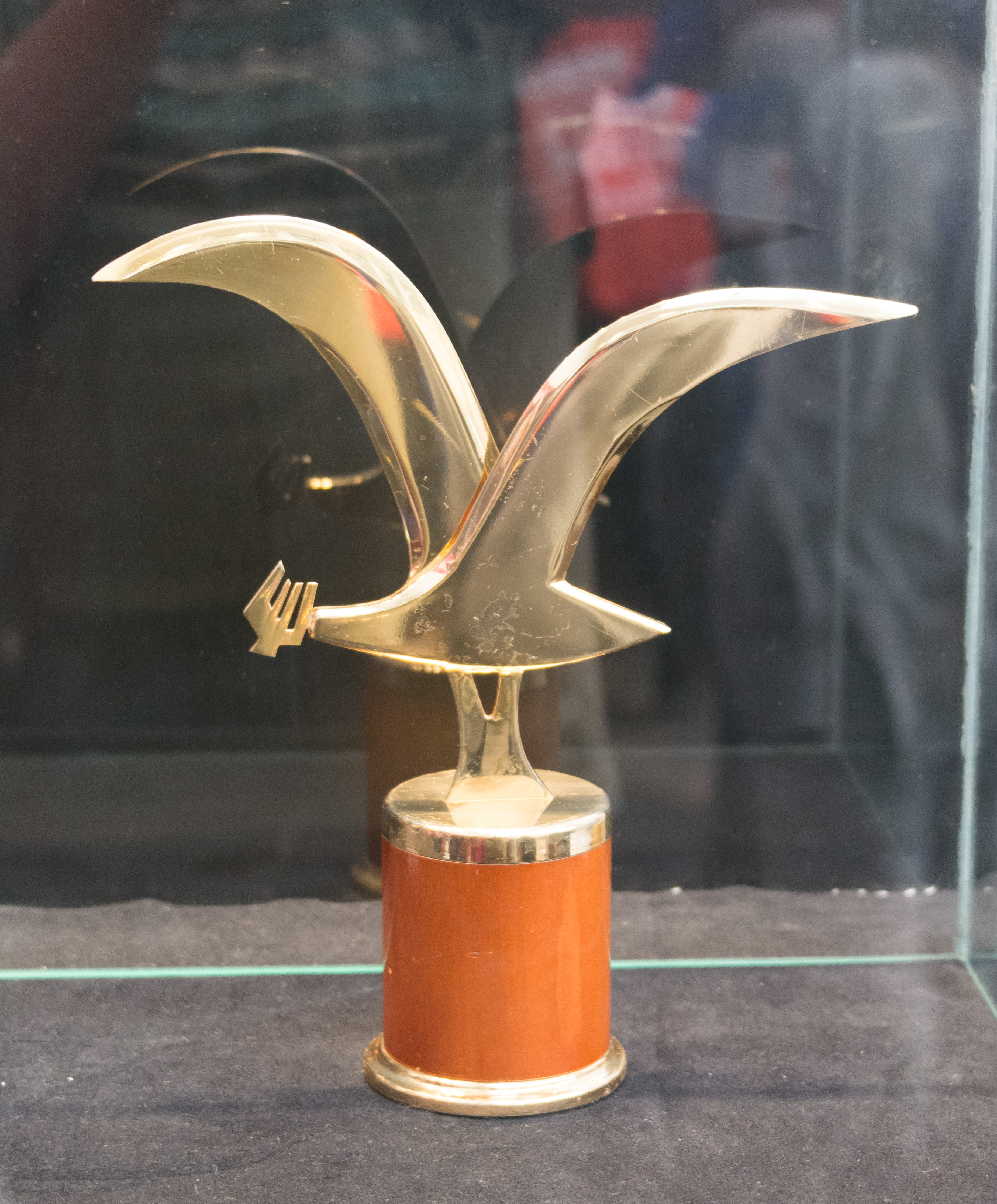
Gaviota de oro.

La "Gaviota de Oro" se creó en 1999 para ser entregada al recordado cantautor y compositor mexicano Juan Gabriel como reconocimiento por su exitosa carrera; este galardón está bañado en oro y de ahí proviene su nombre. Es pedida por el público coreando repetidamente la expresión «¡De-o-ro!», a continuación de la entrega de su versión de plata.
Sin embargo, el recordado cantautor mexicano decidió retirarse unos días antes de su presentación en el Festival y en su reemplazo fue el también cantautor guatemalteco Ricardo Arjona quien recibió el premio. Al año siguiente se intentó que este galardón fuese reservado solo para el ganador de la competencia internacional, ya que en ese certamen se eligió la mejor canción de la historia del festival, pero finalmente, esta comenzó a ser entregada de manera indiscriminada. Como un intento por regular la entrega de estas "Gaviotas de Oro", surgió la "Antorcha de Oro". 
Finalmente, en 2004, Juan Gabriel recibió este galardón en su última presentación antes de su muerte, el 28 de agosto de 2016. 
Este galardón dejó de entregarse en 2004 y se restableció en 2011. 

## Gaviota de Platino

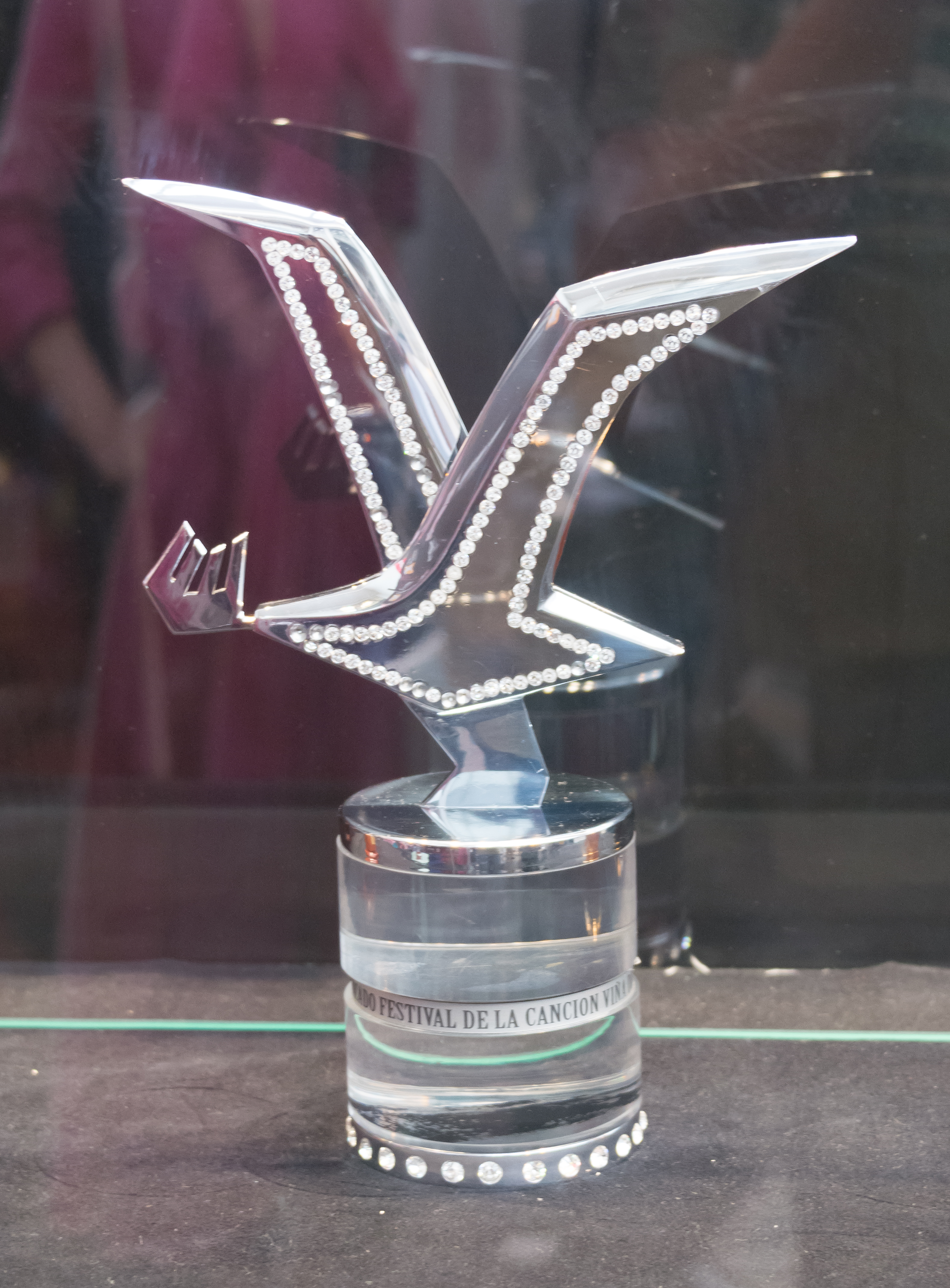
Gaviota de platino.

Este galardón, "Gaviota de Platino", es considerado el más importante que puede ser entregado en el festival; es fabricado y entregado exclusivamente para artistas que han tenido una destacada carrera musical y de gran trayectoria, previa determinación de los organizadores. Está hecho a base de cromo rodio, elemento del grupo del platino, y tiene 85 incrustaciones de cristal Swarovski. La parte inferior que sostiene el trofeo también posee incrustaciones de colores azul y blanco. Además, la silueta de la gaviota presenta un diseño más angular. El premio tiene un valor estimado de CLP 800.000, unos USD 850,31.
Este importante premio se ha entregado en cinco ocasiones: 
- La primera al mexicano Luis Miguel, en reconocimiento a sus 30 años de carrera en la edición de 2012, el premio fue entregado por la entonces alcaldesa Virginia Reginato;[12]
- La segunda a la española Isabel Pantoja en la edición de 2017, en reconocimiento, tanto a su trayectoria, como a la del fallecido cantautor mexicano Juan Gabriel, amigo de la cantante y compositor de buena parte de su obra artística y de manera póstuma, dado que este había venido en varias ocasiones al evento, y en esta oportunidad estaba agendada su visita (fue el primer artista en ser confirmado para esta versión del festival y para el cual estaba destinado el premio), la cual se vio interrumpida cuando falleció en agosto de 2016. El galardón fue entregado por la entonces alcaldesa Virginia Reginato;[13]
- La tercera en la edición de 2019 se entregó este reconocimiento de manera póstuma al cantante chileno Lucho Gatica, en manos de su sobrino, el productor musical Humberto Gatica, a manera de homenaje durante la obertura;[14]
- La cuarta en la edición de 2023, a la banda musical chilena de rock folclórico Los Jaivas en reconocimiento a sus 60 años de trayectoria, siendo además el primer grupo musical chileno en recibir ese galardón, el reconocimiento fue entregado por la alcaldesa Macarena Ripamonti.[15]
- La quinta gaviota de platino fue entregada a Myriam Hernández, como reconocimiento a su trayectoria de más  de 30 años de carrera artística y musical en la edición de 2025. El galardón fue entregado por la alcaldesa Macarena Ripamonti.[16]

## Gaviotas inclusivas
En la edición de 2024 y por primera vez en la historia del festival implementó la "Gaviota inclusiva", trofeos con adaptaciones acordes a las discapacidades de los artistas que se presentan en el festival. 
La primera fue con sistema Braille en su placa, entregada al mundialmente reconocido tenor italiano Andrea Bocelli quien actuó en la segunda noche del festival de ese año en compañía de su hijo Matteo e invitados, celebrando también sus 30 años de carrera musical. 
La segunda se entregó al humorista chileno y expaciente de la Teletón, Luis "Lucho" Miranda quien actuó en la cuarta noche del festival, que incluye un sujetador para facilitar su agarre por parte del comediante por su discapacidad, dado que su mano se encuentra permanentemente empuñada.